# Comisión Nacional de Investigación y Desarrollo Aeroespacial
La Comisión Nacional de Investigación y Desarrollo Aeroespacial (CONIDA) es el organismo que rige las actividades relacionadas con la investigación y desarrollo espacial en el Perú, además de ser sede de la Agencia Espacial del Perú.

## Historia
La Comisión Nacional de Investigación y Desarrollo Aeroespacial fue creada el 11 de junio de 1974, mediante Decreto Ley 20643, como entidad subordinada al entonces Ministerio de Aeronáutica (quien junto al Ministerio de Guerra y Ministerio de Marina pasaron a formar el actual Ministerio de Defensa). El 9 de diciembre de 2004, se firma la Declaratoria Pedro Paulet. El 28 de octubre de 2005 el Perú firmó la convención de la Organización para la Cooperación Espacial Asia Pacífico. El 19 de julio de 2006 se declaró de interés nacional la creación, implementación y desarrollo del Centro Nacional de Operaciones de Imágenes Satelitales. El 26 de diciembre de ese mismo año, se realizó el lanzamiento del cohete sonda Paulet I desde la Base Científica de Punta Lobos, en Pucusana. El 1 de agosto de 2007 mediante Ley N° 29075, se otorgó a la CONIDA el estatus de Agencia Espacial del Perú.

## Misión
La CONIDA tiene por misión la de "Promover, investigar, desarrollar y difundir ciencia y tecnología espacial, generando productos y servicios que contribuyan al desarrollo socioeconómico y seguridad de la nación, que impulse el posicionamiento espacial en la región” y trabajamos para ser una “Institución líder en el ámbito espacial regional, con presencia destacada en la comunidad espacial  internacional".

## Organización

### Dirección de Astronomía y Ciencias Espaciales Astrofísica (DIACE)
Dedicada a la investigación y desarrollo de proyectos científicos en tres grandes áreas: Astronomía Observacional, Clima Espacial y Vigilancia Espacial. Además, desarrolla programas educativos (niveles básicos y avanzados) a fin de sensibilizar a la sociedad sobre la importancia de la investigación en Ciencias Espaciales.

### Centro Nacional de Operaciones de Imágenes Satelitales (CNOIS)
Como tarea principal, monitorea y opera el primer satélite de observación de la Tierra, el satélite PerúSAT-1. Además, desde el CNOIS se tiene acceso para solicitar y descargar  imágenes de distintos sensores como Spot 6, Pléiades, TerraSAR-X y TandemX, las cuales son descargadas y colocadas en el catálogo de imágenes, al servicio de todas las instituciones usuarias del Sistema Satelital Peruano.

### Dirección de Estudios Espaciales (DIEST)
Órgano encargado de difundir conocimiento en ciencia y tecnología espacial; así como promover, ejecutar y controlar los programas de formación de especialistas a nivel de posgrado de manera independiente o a través de convenios con entidades académicas nacionales o extranjeras.

### Dirección de Aplicaciones Espaciales y Geomática (DIAPG)
Unidad de Investigación y desarrollo conformada por un equipo multidisciplinario de profesionales encargados del desarrollo de metodologías aplicadas a geotecnologías espaciales. Los estudios realizados combinan diferentes técnicas de teledetección, SIG y procesos automatizados para generar información temática relevante a determinada problemática, utilizándose como herramientas para la toma de decisiones y contribuyendo al desarrollo sostenible del país.

### Dirección de Tecnología Espacial (DITEC)
Desarrolla, construye y realiza el lanzamiento de cohetes sonda con instrumentación científica, con la finalidad de proporcionar a la Comunidad Científica los medios para realizar proyectos de estudio de la mediana y alta atmósfera.
Esta labor se realiza en alianza con la Academia y la industria nacional, con la finalidad de contribuir a la generación de recursos humanos altamente calificados en el campo aeroespacial y ciencias y tecnologías afines, así como favorecer a elevar el nivel tecnológico del país.